# Víctor Isidro Ramírez
Víctor Isidro Ramírez Loaiza (Puerto Rico, Caquetá, 1976) fue el Gobernador de Caquetá, con el aval del partido MIRA, para el periodo 2012-2015 al obtener 52,339 votos en las elecciones regionales de Colombia de 2011. En su juventud estudió en el Colegio Juan Bautista Migani en Florencia (Caquetá).